# 드니프로부흐어귀
드니프로부흐어귀(Dnieper–Bug estuary)는 드니프로강과 부흐강의 어귀이다. 동서로 긴 만의 정서쪽에서 드니프로강이, 북쪽에서 부흐강(남부흐강)이 유입된다.